# Frances Spence
Frances Spence (rodným jménem Bilas; 2. března 1922 Filadelfie – 18. července 2012) byla jednou z původních programátorek počítače ENIAC. Je považována za jednoho z historicky prvních programátorů.

## Mládí a vzdělání
Narodila se jako Frances V. Bilas v roce 1922 ve Filadelfii jako druhá z pěti sester. Oba její rodiče pracovali ve školství – otec jako inženýr pro Philadelphia Public School System a matka jako učitelka.
V roce 1938 absolvovala South Philadelphia High School for Girls. Původně studovala na Temple University, ale poté přestoupila na Chestnut Hill College, protože zde dostala stipendium. Zde studovala matematiku a jako vedlejší obor fyziku. Absolvovala v roce 1942. Mimo jiné se zde setkala s Kathleen Antonelli, která později také programovala ENIAC.

## Kariéra sENIACem

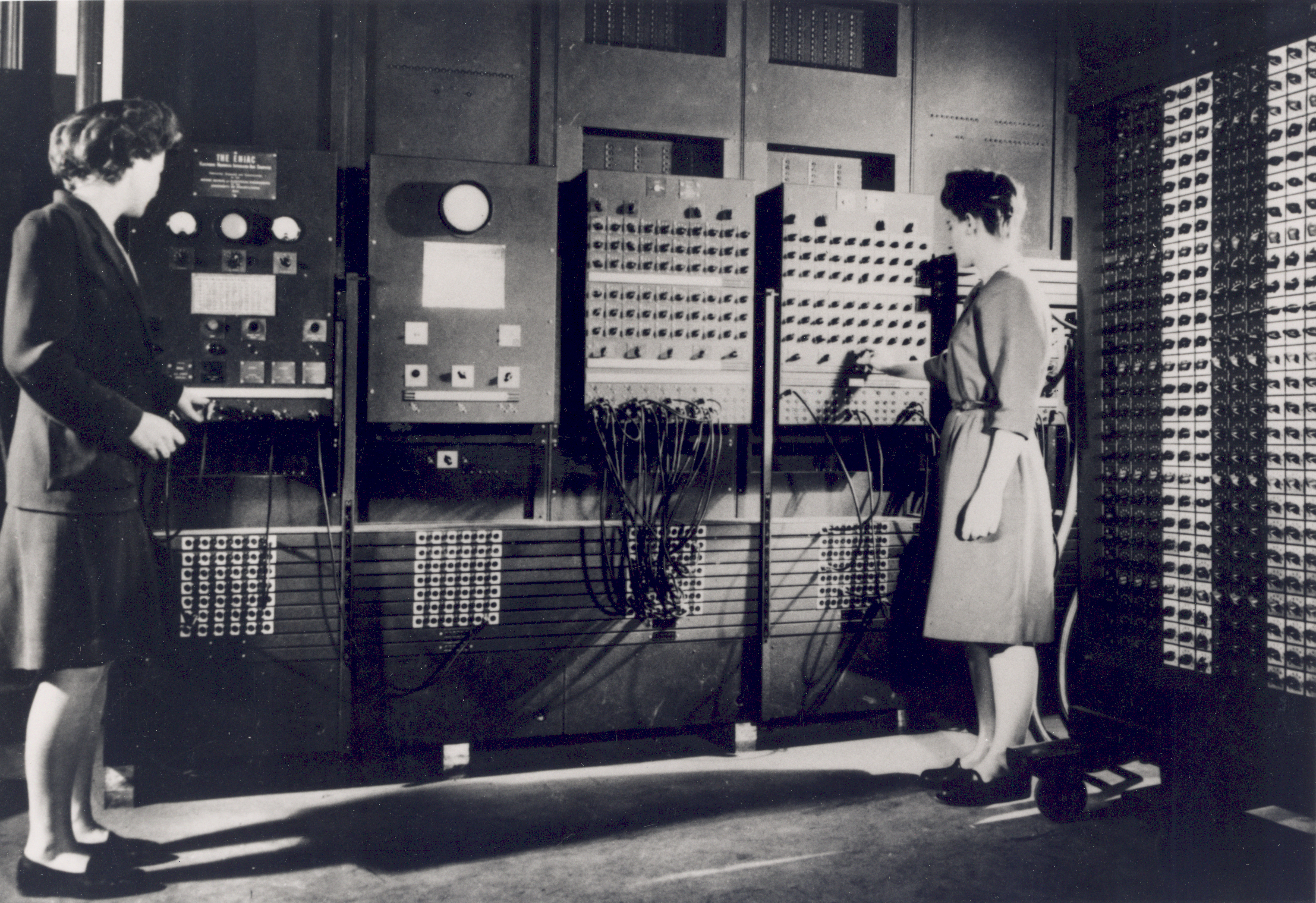
Programátorky Betty Jean Jennings (vlevo) a Fran Bilas (vpravo) pracující s hlavním ovládacím panelem ENIACu

Project ENIAC byl utajovaným projektem Armády Spojených států amerických s cílem sestavit první plně elektronický digitální počítač. Zatímco hardware byl vyvíjen většinou muži, software byl vyvíjen týmem šesti programátorek. Navzdory její důležitosti jako jedné z prvních programátorek ENIACu byla v té době její role a role ostatních programátorek velmi degradována kvůli stigmatu, že ženy nemají zájem o technologie. Fotografie těchto žen pracujících s ENIACem byly často v novinách otištěny bez jejich jmen. Když byla práce na ENIACu dokončena a představena veřejnosti, americká armáda nezmínila jména programátorek, které stroj naprogramovaly pro řešení sofistikovaných výpočtů.